# ایزابل کوته

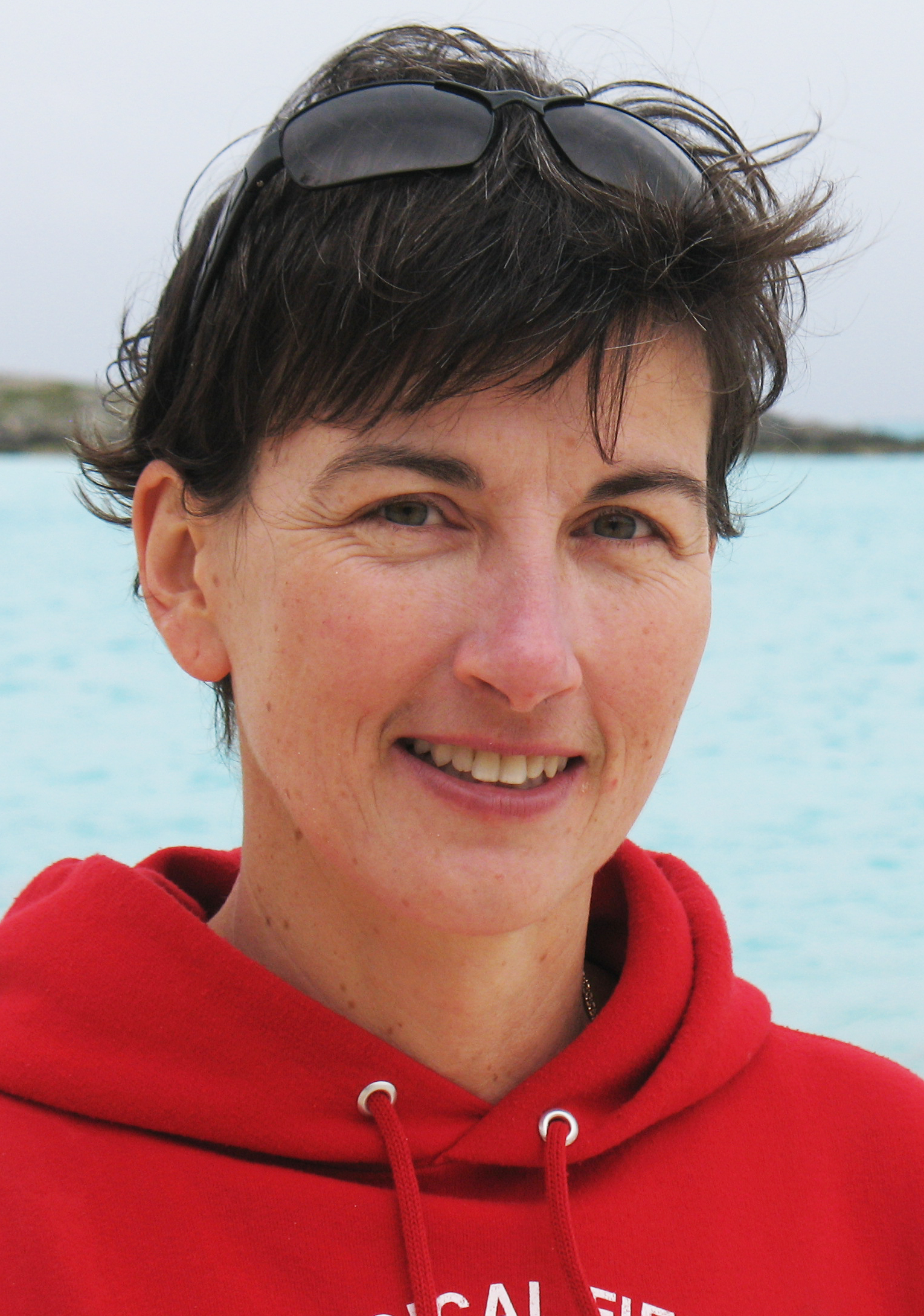
ایزابل کوته - سال ۲۰۰۹.

ایزابل کوته استاد کانادایی بوم‌شناسی دریایی در دانشگاه سایمون فریزر است. پیش از این، او عضو هیئت علمی دانشگاه آنگلیای شرقی در نورویچ، انگلستان بود. وی تاکنون بیش از ۱۰۰ مقاله با همکار راجع به بوم‌شناسی رفتاری، بوم‌شناسی صخره‌های مرجانی و زیست‌شناسی بقا منتشر کرده‌است.

## زندگی و آموزش
کوته اهل مونترال، کبک است. او کارشناسی خود را در زیست‌شناسی دریایی از دانشگاه مک گیل در سال ۱۹۸۴، کارشناسی ارشد در جانورشناسی از دانشگاه آلبرتا در سال ۱۹۸۷ و دکتری وی از دانشگاه تورنتو در سال ۱۹۹۳ دریافت کرد. تحقیقات وی به دلیل تأثیر آن در حفاظت از صخره‌های مرجانی قابل توجه است.

## حرفه
کوته در استفاده از متاآنالیزها در حفاظت دریایی پیشگام بود. تحقیقات او میزان کاهش صخره‌های مرجانی در دریای کارائیب در سطح منطقه ای خطاب، و اثربخشی اندازه‌گیری مناطق حفاظت شده دریایی در بهبود ماهی و زیستگاه آنها. کوته و همکاران نشان دادند که مناطق حفاظت شده لزوماً در برابر تغییر اقلیم مقاومت ندارند. تحقیقات اخیر او بر تهاجم چشمگیر شیر ماهی هند و اقیانوس آرام در سراسر کارائیب متمرکز شده‌است.

## جوایز و افتخارات
۱ جایزه موری A. نیومن ۲۰۱۸ را به دلیل مشارکت قابل توجه خود در پیشبرد اقدامات حفاظت و تحقیقات در سال قبل از میلاد و بعد از آن، اهدا کرد.
۲ جوایز رهبری لئوپولد ۲۰۱۵ توسط مؤسسه محیط زیست استنفورد وودز برای دانشگاه محیط زیست اهدا شد.
۳ جوایز مارش ۲۰۰۸ برای حفاظت از زیست‌شناسی توسط انجمن جانوران شناسی لندن به دلیل «کمک به علوم بنیادی در حفظ گونه‌ها و زیستگاه‌های حیوانات» اهدا شد.

## انتشارات
1995 IM Côté، R Poulin. انگلی و اندازه گروه در حیوانات اجتماعی: فراتحلیل. اکولوژی رفتاری 6 (2)، ۱۵۹–۱۶۵
2003 TA Gardner, IM Côté، JA Gill, A Grant, AR Watkinson. طولانی مدت در سطح مرجان در مرجان‌های کارائیب کاهش یافته‌است. علم ۳۰1 (5635)، ۹۵۸–۹۶۰
2008 ES Darling, IM Côté. کمیت شواهد برای همکاری‌های زیست‌محیطی. نامه‌های اکولوژی ۱1 (12)، ۱۲۷۸–۱۲۸۶
2014 SJ Green , IM Côté. انتخاب رژیم غذایی مبتنی بر صفات: رفتار طعمه و مورفولوژی آسیب‌پذیری شکار در جوامع ماهی صخره‌ای را پیش‌بینی می‌کند. مجله اکولوژی حیوانات ۸3 (6)، ۱۴۵۱–۱۴۶۰
2016 IM Côté، ES Darling, CJ Brown. تعامل بین عوامل استرس زا اکوسیستم و اهمیت آنها در حفاظت. روند R. Soc. ب ۲۸3 (1824)، ۲۰۱۵۲۵۹۲
2016 JA Schultz , RN Cloutier , IM Côté. شواهدی برای آبشار استوایی بر روی صخره‌های صخره‌ای به دنبال مرگ و میر انبوه ستاره دریا در بریتیش کلمبیا PeerJ 4، e1980